# Pterolophia lineatipennis
Pterolophia lineatipennis är en skalbaggsart som beskrevs av Stefan von Breuning 1974. Pterolophia lineatipennis ingår i släktet Pterolophia och familjen långhorningar.
Artens utbredningsområde är Taiwan. Inga underarter finns listade i Catalogue of Life.